# 486958 Arrokoth
486958 Arrokoth (designação provisória: 2014 MU69, anteriormente chamado PT1 e 1110113Y, e apelidado de Ultima Thule pela equipe da sonda New Horizons), é um objeto transnetuniano com uma crosta relativamente lisa, não marcada por crateras de impacto. Ele está localizado a quase 6,5 bilhões de quilômetros do Sol, no cinturão de Kuiper, uma região do Sistema Solar. Este corpo celeste possui uma magnitude absoluta de 9,1 e tem um diâmetro com cerca de 32 quilômetros por 16 quilômetros. Em 22 de outubro de 2015 a New Horizons fez uma mudança de curso para uma viagem rumo a 486958 Arrokoth. Ele é um binário de contato, isto é, um corpo menor do sistema solar formado por dois objetos que lentamente gravitaram um em direção ao outro, finalmente colidindo e se fundindo.

## Descoberta
486958 Arrokoth foi descoberto no dia 26 de junho de 2014 pelo telescópio espacial Hubble durante um levantamento preliminar para encontrar um objeto do cinturão de Kuiper adequado para um sobrevoo da sonda New Horizons. Para a descoberta foi necessário o uso do telescópio espacial Hubble, porque com uma magnitude aparente de 26 é muito fraco para ser observado por telescópios em terra. O Hubble também é capaz de terminar uma astrometria muito precisa e, portanto, uma fiável determinação de sua órbita.

## Nomenclatura
Quando 486958 Arrokoth foi observado pela primeira vez, foi designado como 1110113Y, apelidado de "11". O seu estado como um potencial próximo destino para a sonda New Horizons foi anunciado pela NASA em outubro de 2014, quando foi designado de "Potencial Destino 1" ("Potential Target 1") ou PT1. A sua designação oficial, 2014 MU69, foi dada pelo Minor Planet Center em março de 2015.
O nome "Ultima Thule" foi escolhido em março de 2018, através de uma votação em que em torno de 34 mil nomes foram sugeridos, para ser a designação oficial do objeto. O nome origina do latim ultima Thule, termo usado para referenciar as terras mais distantes do mundo conhecido.
Assim que foi determinado de que o corpo se tratava de um binário de contato, os seus dois lobos foram apelidados: o lobo maior foi conhecido como "Ultima" e o menor como "Thule".
Contudo, o nome Ultima Thule gerou alguma controvérsia, haja visto que o Partido Nazista da Alemanha teve como origem a Sociedade Thule. Por consequência, em 12 de novembro de 2019, o objeto foi oficialmente rebatizado como "Arrokoth", que significa "céu" na língua powhatan, um idioma falado por nativos norte-americanos.

## Órbita
A órbita de 486958 Arrokoth tem uma excentricidade de 0,055 e possui um semieixo maior de 44,195 UA. O seu periélio leva o mesmo a uma distância de 41,784 UA em relação ao Sol e seu afélio a 46,607 UA. Arrokoth leva cerca de 293 anos para completar sua órbita ao redor do Sol.

## Exploração

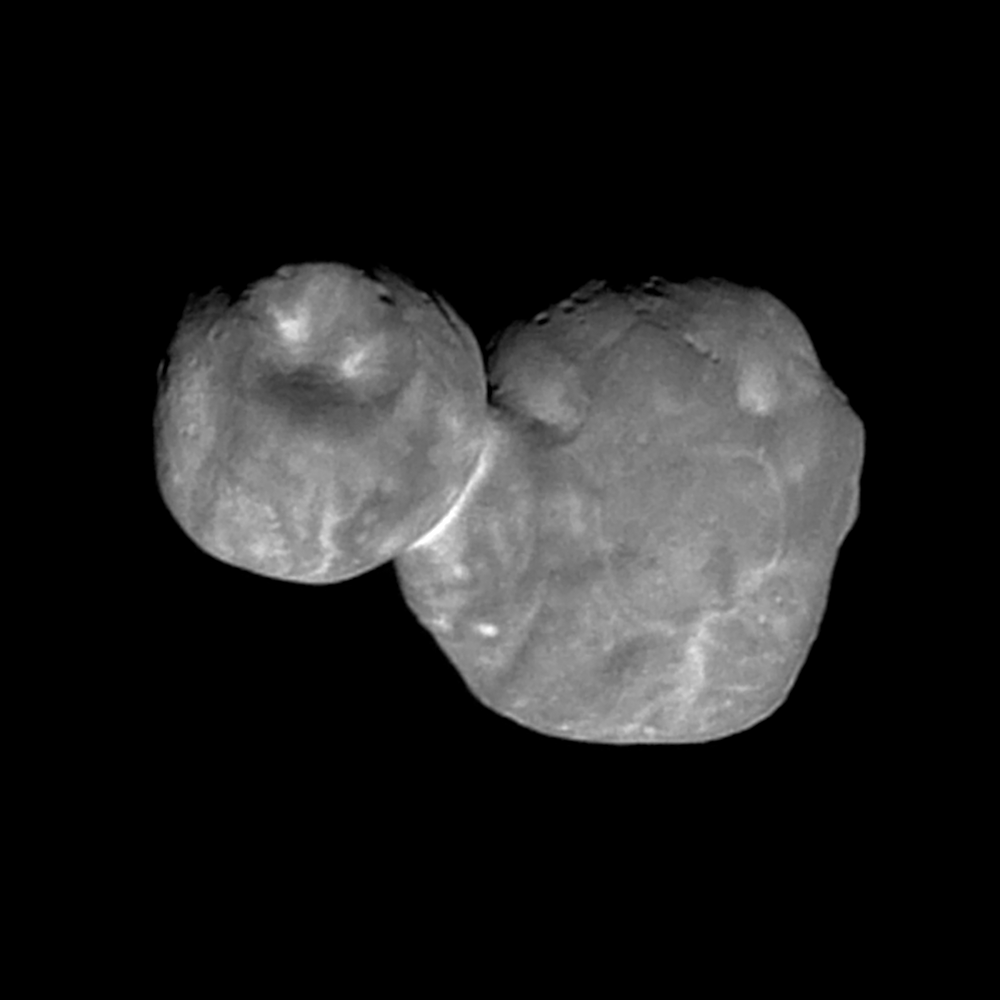
Imagem capturada em 1 de janeiro de 2019, pela sonda New Horizons. Têm uma resolução de cerca de 33 metros por pixel, quando a sonda estava a 6.628 quilômetros do objeto.

O pequeno corpo celeste foi o primeiro alvo potencial para a sonda New Horizons a ter sido identificado. Em 1 de janeiro de 2019 a New Horizons passou a apenas 3,5 mil km de distância do objeto. A NASA descobriu a evidência de uma mistura única de metanol, gelo de água e moléculas orgânicas na superfície do Ultima Thule. 2014 PN70 que foi apelidado de PT3 (tinha 97% de chance de ser visitado pela New Horizons), 2014 OS393 que recebeu o apelido de PT2 (possuía apenas 7% de chance) e posteriormente 2014 MT69, foram os outros alvos potenciais.

## Galeria

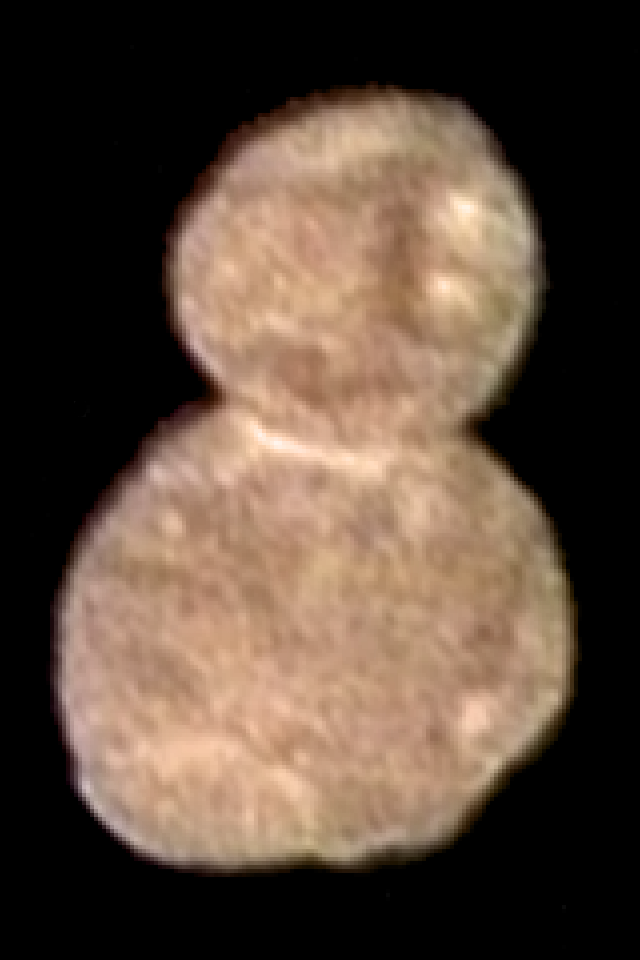
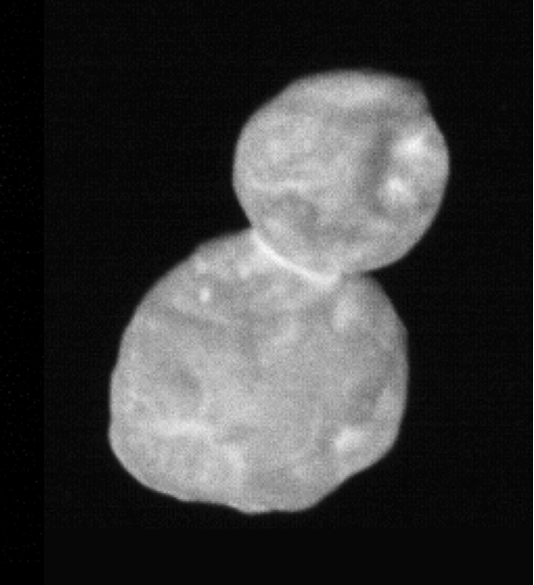
Imagem tirada 30 minutos antes da maior aproximação, 28 000 km
Gif animado mostrando a topografia da superfície